# Antennariidae
Antennariidae é uma família de peixes actinopterígeos pertencente à ordem Lophiiformes. O grupo é exclusivo de ambiente marinho e está presente em todos os mares tropicais e sub-tropicais com excepção do Mar Mediterrâneo. Os antenariídeos surgiram no Eocénico. 
Os antenariídeos são peixes de corpo curto (até 30 cm de comprimento), circular e achatado lateralmente. A boca é terminal e grande, com 2 a 4 fileiras de dentes em ambas as maxilas. O primeiro espinho da nadadeira dorsal está modificado como illicium e esca (vara e isca), uma adaptação destinada a atrair as presas comum nos peixes lofiformes. 
Os antenariídeos são carnívoros vorazes que se alimentam de pequenos peixes e crustáceos atraidos pela sua “isca”. O canibalismo é frequente na maioria das espécies. 
O grupo inclui 41 espécies classificadas em 12 géneros. 

## Géneros
- Allenichthys
- Antennarius
- Antennatus
- Echinophryne
- Histiophryne
- Histrio
- Kuiterichthys
- Lophiocharon
- Phyllophryne
- Rhycherus
- Tathicarpus